# Wies Borre
Wies borre, pseudoniem van Aloïs Jozef Van den Borre (Ninove, 1 november 1949 - Liedekerke, 8 juli 2020) was een Belgisch schrijver en dichter.

## Biografie
Borre woonde en werkte in Liedekerke. Hij studeerde psychiatrische verpleging aan Hogeschool Gent en Erasmushogeschool Brussel, gedragstherapie aan de ULB en Implementatie van informaticasystemen in ziekenhuizen aan de Hogeschool St Aloysius te Brussel.
Hij werkte als hoofdverpleegkundige op de afdeling Alcohologie en Toxicomanie van het UVC Brugmann te Brussel en later als kaderlid bij de directie van het verpleegkundig departement. 
Hij publiceerde in eigen beheer via de printing-on-demand-firma Boekenbent sinds 2011 en schreef thrillers, romans en dichtbundels.

## Werk
In 2011 publiceerde hij zijn eerste thriller, Dood van een Koningin, dat het mysterie rond het verdwenen paneel van de Rechtvaardige Rechters van het Lam Gods beschrijft. In de Middleton-trilogie volgt hij de Schotse hoofdfiguur Jo Middleton. Zijn werk wordt gekenmerkt door diepgaande beschrijvingen van de personages en secuur uitgewerkte plots.
Hij kreeg in Liedekerke de Cultuurprijs voor literatuur 2012 en werd laureaat van de schrijfwedstrijd voor Talent writers.